# 岑浩辉
岑浩輝（葡萄牙語：Sam Hou Fai；1962年5月3日—），澳門政治人物及前法官，出生于中国广东中山，毕业于北京大学，已婚，現任澳門特別行政區行政長官（第6任）、第3澳門特別行政區維護國家安全委員會主席，曾擔任首任澳门终审法院院长。過往擔任終審法院院長時，他亦同时担任法官委员会主席、推荐法官的独立委员会委员、区际司法协助及国际司法互助工作小组成员、澳门基本法推广协会名誉会长等职务。

## 個人經歷

### 早年
1962年5月3日，岑浩輝出生于广东省中山县东凤公社和平大道11队的农村家庭，9岁时进入小学就读。1978年初中毕业后，考入中山纪念中学。1981年，岑浩辉以中山市文科状元身份考取北京大学法律系。大学毕业后，进入位于广州的对外经济律师事务所，担任执业律师:1645。

### 澳門生活及法律生涯
1986年11月，岑浩輝移居葡屬澳門生活。
1990年，岑浩輝通过澳門第一次公開招考，作为法律人才赴葡萄牙科英布拉大学修读语言及法律课程。1993年由葡萄牙返回澳門，1995年成为首批法院司法参事之一，同时在法院及检察院工作。1997年擔任澳門普通管轄法院法官，其後被選為澳門司法委員會委員。岑浩輝與黃少澤、張永春等中國大陸出身的澳門高官被視為北京意圖栽培成治澳班子的「十三太保」之一，但他經常自稱是「老澳門人」。
1999年12月20日，获澳門行政長官何厚鏵任命为首任终审法院院长，并担任法官委员会主席、推荐法官的独立委员会委员、区际司法协助及国际司法互助工作小组成员、澳门基本法推广协会名誉会长。
2007年11月5日，作為主審法官處理歐文龍貪污案，原運輸工務司司長歐文龍被控41項受賄、30項洗黑錢及兩項濫權罪，另外3項分別是在法律行為中分享利益、發表虛假聲明及財產來歷不明合共76項罪名。2008年1月30日下午4時，澳門終審法院裁定40項收受商人賄款，批出工務工程，及13項清洗黑錢罪名成立，判處歐文龍入獄27年，罰款24萬元。
2016年12月9日，作為主審法官處理原檢察長何超明涉貪案，控罪多達1,970項，涉及賄款近7,620萬澳門元。
2021年，澳門警方以「六四」燭光集會目的違法及以防疫為由禁止集會，澳門民主發展聯委會向終審法院上訴，終院後裁定民聯會敗訴。岑浩輝與澳門終審法院法官宋敏莉，以及助審法官司徒民正在判決書中指，六四事件「已經被1989年7月6日第七屆全國人民代表大會常務委員會第八次會議通過的《全國人民代表大會常務委員會關於制止動亂和平息反革命暴亂的決議》所定性。」

### 參選行政長官

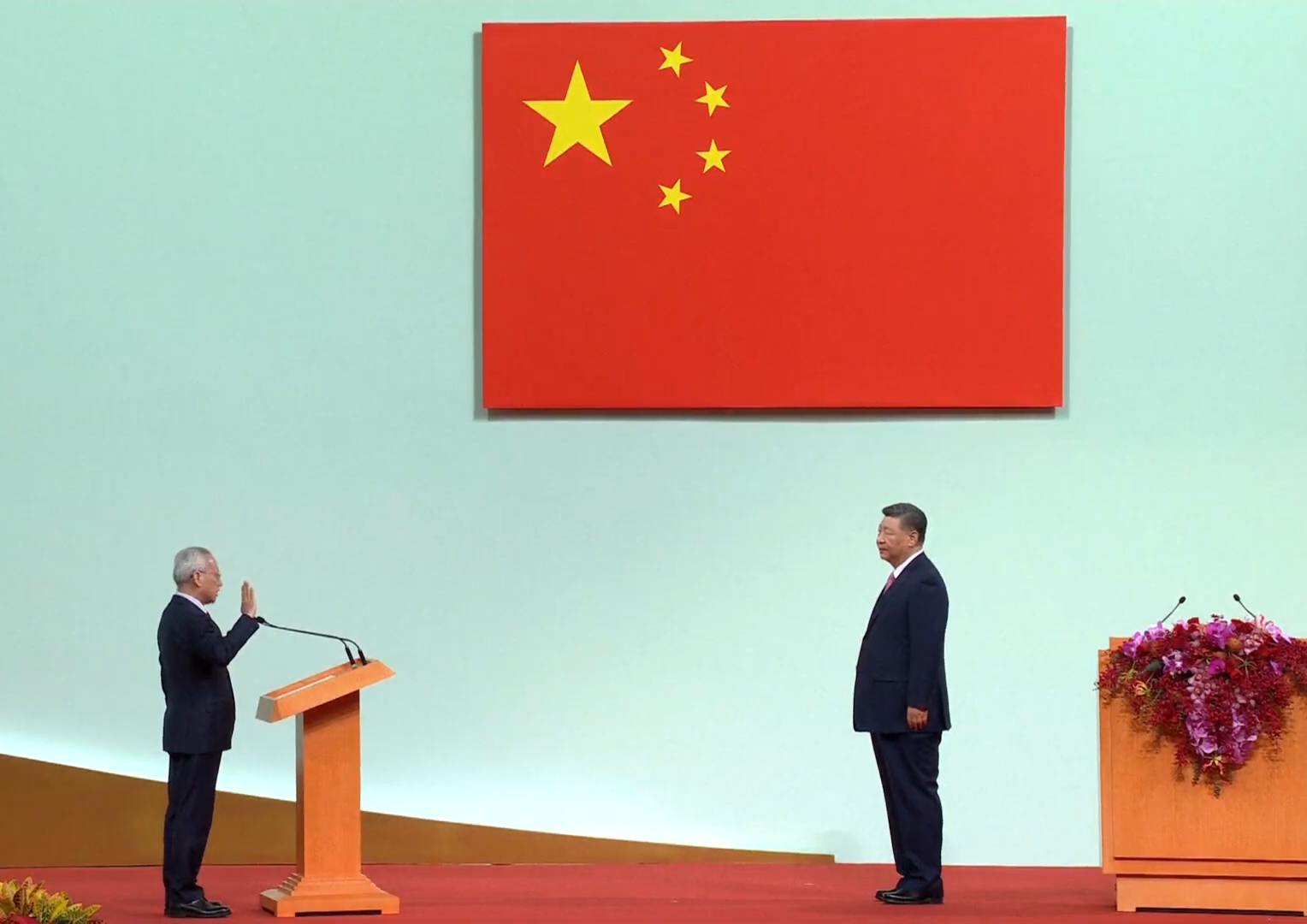
岑浩辉在中共中央总书记习近平监誓下宣誓就任澳门行政长官

2024年8月26日，《澳門特別行政區公報》刊登第44/2024號行政命令，行政長官賀一誠應岑浩輝法官的請求，於2024年8月28日起免除其終審法院院長、終審法院法官及澳門特別行政區推薦法官的獨立委員會委員職務。8月28日，岑浩輝正式宣佈参加2024年澳門行政長官選舉，並獲前特首何厚鏵、崔世安，以及何超瓊等人支持。
2024年9月10日，岑浩輝正式提交行政長官參選提名表，一共獲得383個提名，後再於9月12日截止前多提交3個提名，即總共獲得386個提名，佔選委會比例96.5%，正式成為本屆選舉的唯一候選人。10月13日，岑浩輝在行政長官選舉投票當天獲得394票，以98.99%得票率正式當選，成為首位出生于內地以及沒有商界背景的澳門行政長官，得票率更是歷年最高。
2024年10月25日，國務院總理李強主持召開国务院全体会议决定任命岑浩辉为澳门特别行政区第六任行政长官。2024年10月31日，岑浩辉前往北京，并于次日正式接受國務院總理李強對於其擔任澳門特別行政區第六任行政長官職務的國務院令。

## 政策主張
岑浩輝在參選行政長官記者會上表示澳門博彩業「有段時間失序發展、野蠻擴張」，認為一業獨大帶來非常大的負面影響，「擠佔社會人力資源，甚至影響年輕人選擇職業、就業發展」，須循序推動經濟適度多元發展，並將與中小企研究如何改變經營模式。對此全國港澳研究會副會長劉兆佳認為，中央一直關注澳門博彩業獨大的問題，岑浩輝的這番言論反映中央欲急切改革。

## 評價

### 正面
岑浩辉並非商界出身，與澳門傳統家族的聯繫較弱，全國港澳研究會副會長劉兆佳認為這點有利他推動澳門改革。有民眾則認為，岑浩輝比商人更能體察民情，加上他與商界沒有利益衝突，施政會更公正，再加上他不是在澳門出生，眼光可能會更廣闊，或會關注多些不同行業和範疇。
岑浩輝在2024年10月高票當選澳門行政長官後，中共中央港澳工作辦公室祝賀他當選，並表示選舉結果充分反映澳門社會對岑浩輝品格、理念、能力和作風的廣泛認同。

### 負面
BBC認為，岑浩輝當選澳門行政長官後，澳門將首次出現「京人治澳」的局面，打破了傳統意義上「澳人治澳」的慣例，亦有媒體用「改土歸流」來形容中央對行政長官人選的變化。在BBC選前的報道中，有受訪澳門居民認為，岑浩輝過往只有法官經驗而缺乏行政經驗，認為他未必能體會民情，亦有人認為「澳人」和「京人」在政策執行上還是會有差別，擔心新特首上場後會犧牲澳門本土利益。而《愛瞞日報》原社長周庭希則在接受自由亞洲電台訪問時表示，中央之所以會讓這位「南下幹部」來當特首，是因為中央不滿過去三屆特首的管治能力，未能緊跟中央經濟「適度多元化」的主調，依然因為利益及其他原因而繼續依賴博彩業，以往在澳門土生土長的「忠誠廢物」已不符合中国中央政府要求。
至於在香港，有人亦擔憂自從岑浩辉開創「京人治澳」的先例後，未來會不會出現「京人治港」的情況。時事評論員劉銳紹認為，中央對特別行政區施行的法律和政策都先在澳門試行，然後才在香港實施，岑浩輝當選特首，的確會令人有相關疑慮，周庭希以及學者鍾劍華亦表示不能排除這種可能性，未來若有「港漂」人士當選香港行政長官亦不足為奇。